# Båtstadknallen
Båtstadknallen är ett naturreservat i Torsby kommun i Värmlands län.
Området är naturskyddat sedan 2006 och är 47 hektar stort. Reservatet omfattar en brant västsluttning och består av gammal naturgranskog.